# Ulica Gdańska w Koszalinie
Ulica Gdańska – ulica w północno-wschodniej części Koszalina, przedłużenie ul. Fałata, wyprowadza ruch z miasta w stronę Trójmiasta. W całości leży w ciągu drogi krajowej nr 6.